# Valence-sur-Baïse
Valence-sur-Baïse är en kommun i departementet Gers i regionen Occitanien i sydvästra Frankrike. Kommunen ligger i kantonen Valence-sur-Baïse som tillhör arrondissementet Condom. År 2022 hade Valence-sur-Baïse 1 137 invånare.

## Befolkningsutveckling
Antalet invånare i kommunen Valence-sur-Baïse
Referens:INSEE